# Romhányi Áron
Romhányi Áron (Székesfehérvár, 1974. május 28. –) Arany Zsiráf, Fonogram és eMeRTon-díjas magyar zongorista, Artisjus-díjas zeneszerző, hangszerelő.

## Tanulmányai
1978-1983 Oil Company's School, Tripoli, Líbia.
1984-1988 II. Rákóczi Ferenc Általános Iskola, Székesfehérvár.
1988-1992 Vasvári Pál Gimnázium, Székesfehérvár.
1992-1994 Kodolányi János Főiskola, Székesfehérvár.
1994-2000 ELTE Angol Bölcsészettudományi Kar, Budapest.
1998-2001 Liszt Ferenc Zeneművészeti Egyetem, Jazz Zongora Tanszék, Budapest.

## Díjai
- Arany Zsiráf díj 2000: „Az év poplemeze“ United: Az első...
- Jakab Líra-díj 2000: „Az év lírai dala – United: Nincs ősz, nincs tél“)
- Great American Song Contest 2005 "Outstanding Achievement" 'Lancelot and Guinevra'
- International Songwriting Competition 2005 "Honorable Mention" Aron Romhanyi trio: "Caribbean Mood"
- eMeRTon-díj 2006: „Az év jazz együttese“ Fusio Group
- Fonogram díj 2008 „Az év jazzlemeze“ Loop Doctors feat. Gary Willis: High Voltage
- Fonogram díj 2013 „Az év szórakoztatózenei albuma“ Group'N'Swing: Botrány
- Artisjus díj 2014 „Az év könnyűzeneszerzője“

## Zenekarai
United, Loop Doctors, Révész-Romhányi R2 duó, Romhányi Áron trió, Loop Doctors, Fusio Group, Tóth Gabi kvartett

## Zeneszerzői tevékenysége
United, Romhányi Áron trió, Loop Doctors, Révész-Romhányi R2 duó, Tóth Vera, Group’n’Swing, Hien, Megasztár Csillagdal, Pflum Orsi, Bridge, Unisex, Auth Csilla, Not for Sale, Sugar and Spice, Nagy Kristóf "Bozont", Gájer Bálint, Ruszó Tibor

## Zenei rendezések, hangszerelések
Számos pop és jazz lemez zenei producere, illetve nagy koncert zenei vezetője. Megasztár, Jazzy Rádió, DTK Show – Tóth Vera és Tóth Gabi duett, Gönczi Gábor és a Smile karácsonyi nagykoncert, Összefogás nagykoncert (Aréna), Cserháti emlékkoncert (Aréna), stb.

## Zeneoktatói tevékenység
- 2002–2006 Dr. Lauschmann Gyula Szakképző Iskola, Jazz zongora főtárgy, zongora kötelező
- 2007– Budai Művészképző, Jazz zongora főtárgy
- 2005– dzsesszzongora-magántanár
- 2012– Kodolányi János Főiskola, zongora tanár – művészeti tanszék

## Részleges diszkográfia
- United: "Az első..." (EMI, 1999)
- United: "A Nap felé" (EMI, 2000)
- United: "Keserű Méz" (EMI, 2001)
- United: "Graffiti" (EMI, 2004)
- United: "united.hu" (Zenepont, 2008)
- United: "Best of 1999-2010" (EMI, 2010)
- Aron Romhanyi trio: „Passion and Purity“ (ZenePont, 2004)
- Aron Romhanyi trio: „West Road Horizon“ feat. Brandon Fields (Zenepont, 2010)
- RTB Crew: „Meet the Beat“ (Zenepont, 2010)
- Szentpáli – Romhányi: „Parallels“ (Zenepont, 2009 – Potenza Music, 2011)
- Loop Doctors: „High Voltage“ feat. Gary Willis (KCG, 2008)
- Loop Doctors: „White Orange Black“ feat. Roland Szentpáli (Art Music, 2008)
- Loop Doctors: „Entering a Room“ feat. Chris Hunter, Gary Willis, Roland Szentpáli (Art Music, 2014)
- Loop Doctors: „Fontier Science“ feat. Varga Gergely (Euroart Média, 2018)
- Mihályi Réka:" Masni és Pocó" (Euroart Média, 2015)
- Révész/Romhányi R2: "Little Havanna" (Euroart Média, 2019)